# Manuel Torres Martínez
Manuel Torres Martínez (Aljucer, Murcia, 6 de julio de 1938-Pamplona, 5 de noviembre de 2020) fue un empresario e inventor español. Fundador del Grupo MTorres.

## Biografía
Era el menor de siete hermanos. Su abuelo tenía un molino, y a Manuel le gustaba ir allí para ver cómo funcionaban las turbinas. Comenzó a trabajar con catorce años en Manufacturas Metálicas Madrileñas. Cursó Mecánica en Murcia, y a los veintitrés años se trasladó a Pamplona para trabajar como responsable de mantenimiento en Papelera Navarra.

### MTorres
En 1975 fundó MTorres Diseños Industriales para desarrollar sistemas de automatización industrial. Instaló la empresa en Torres de Elorz, desde donde desarrolló sistemas de automatización industrial para el sector papelero. En 1986 aportó nuevos procesos automáticos y maquinaria para los principales fabricantes de la industria aeronáutica, como Airbus, Boeing y McDonnell Douglas. En 1997 creó la sociedad MTorres Ingeniería de Procesos en Fuente Álamo de Murcia, y en 1999 se hizo presente en el sector de las energías renovables. En 2007 creó un grupo industrial tras la fusión de MTorres Diseños Industriales y MTorres Ingeniería de Procesos.
En Santa Ana, Estados Unidos, creó la empresa MTorres USA (1999) con la que reforzó su presencia en el mercado aeronáutico americano. Además, desarrolló un generador eólico multipolo síncrono de 1500 kW y palas de fibra de carbono, con la que inició una serie de actividades de investigación y diseño en el campo medioambiental. En 2003 fundó MTorres Desarrollos Energéticos para la promoción y explotación de parques eólicos; y posteriormente MTorres Deutschland. Esta tiene como objetivo dar soporte y servicio técnico a los clientes del centro y norte de Europa: Alemania (diversas plantas de Airbus, PAG, GKN), Finlandia (Patria), Suecia (SAAB) y Austria (FAAC).
En 2004 creó MTorres Ólvega Industrial, donde construyó la planta de producción de generadores eólicos en Ólvega (Soria). En 2009 transfirió la propiedad al grupo egipcio El Sewedy. En 2012 adquirió en Seattle la empresa Pacífica Engineering, y poco después fundó MTorres América. Al año siguiente creó MTorres Brasil. En 2017 inauguró las nuevas instalaciones en Everett (Washington), y compró en Luca (Italia) la empresa Universal Tissue Technology. Ese año también creó MTorres Tissue, centrada en el suministro de líneas automáticas completas de conversión del papel tisú.
También creó la fundación MTorres, para ayudar a diversas organizaciones en países menos desarrollados, como la misión fundada por su hermano político, el padre Lusarreta, de la Congregación de la Misión.

## Vida personal
Se casó con Amparo Lusarreta, con la que tuvo dos hijos, Yolanda y Eduardo, cuatro nietos y una biznieta. Yolanda Torres Lusarreta ocupa la vicepresidencia ejecutiva del grupo desde 2018 y es directora de la Fundación MTorres.
Manuel Torres llegó a recibir diez o doce cartas de extorsión de ETA. Pese a ello, nunca se dejó extorsionar por la organización terrorista nacionalista vasca. También superó una leucemia.
Gran aficionado a la bicicleta, construyó un velódromo dentro de su empresa y fabricó un modelo único para Miguel Induráin, al que denominó la Spada. Falleció en la Clínica Universidad de Navarra, el 5 de noviembre de 2020.

## Premios y distinciones
Entre otros, recibió las siguientes distinciones:
- Premio Nacional de la Innovación (2015), otorgado por el Ministerio de Economía, entregado por el rey Felipe VI.
- Cruz de Carlos III El Noble del Gobierno de Navarra (2016)[18]
- Medalla de Oro de la Región de Murcia (2017)
- Laurel de Murcia (2010) concedido por el Colegio Oficial de Periodistas y la Asociación de la Prensa de la Región de Murcia.
- Doctor honoris causa por la Universidad Politécnica de Cartagena (2017)[19][20]
- Medalla de Oro de la Confederación Empresarial de Navarra (2019) entregada por el rey Felipe VI.[21][22]
- Premio Academiae Dilecta (2019) otorgada por la Real Academia de Ingeniería de España, "por su capacidad de innovación, su apuesta por la creatividad como valor patrimonial esencia, la creación de empleo tecnológico y la internacionalización.[23]
- Premio Aeronáutica de la Asociación Española de Tecnologías de Defensas, Seguridad, Aeronáutica y Espacio — TEDAE  (2019)[24]
- Premio Periodistas de Navarra (2020)[8]